# Onda Boa (álbum)
Onda Boa é o oitavo álbum de estúdio da cantora e compositora Ivete Sangalo, lançado em 24 de fevereiro de 2022 pela Universal Music. A gravação do álbum e seus bastidores foram apresentados na série documental Onda Boa com Ivete da plataforma HBO Max.

## Antecedentes
Após o isolamento social causado pela pandemia Covid-19, Ivete começou a se dedicar a composições, a cantora enviou os matériais para seus colaboradores e juntos começaram a trabalhar em um novo projeto, foi quando em meados de abril de 2021 a HBO Max contatou a artista para realizar uma série documental, a cantora aceitou o convite e foi para uma fazenda onde começou a desenvolver mais canções, levando junto seus músicos e sua família, criando um ambiente intimista e a gravação de um registro ao vivo de todas as faixas no local.

## Composição
O álbum é o primeiro de Sangalo a ser totalmente autoral, tendo colaboração de Samir Trindade e Gigi. Ele mostra o ecletismo da cantora, que gravou canções de estilos como forró, axé, funk, soul, reggae e  baladas rômanticas para o projeto.
A produção do disco ficou a cargo do produtor Radames Venancio.

## Lançamento
Parte das canções foram lançadas na série homônima, da plataforma de streaming HBO Max, que acompanhou o processo de composição das músicas, além de mostrar os  bastidores da criação, no fim de cada episódio uma apresentação musical era realizada.

## Promoções
O primeiro single do projeto "Mexe a Cabeça", teve sua primeira performance televisionada no Prêmio Multishow de Música Brasileira, em dezembro de 2021, ao lado do cantor e produtor Carlinhos Brown. Já em fevereiro de 2022, Ivete performou a música em um dos episódios do The Masked Singer Brasil, no mesmo mês a cantora apresentou a música junto aos singles "Onda Poderosa" e "Tudo Bateu" no programa de televisão Altas Horas.

## Lista de faixas
| Edição padrão — Download digital |                                                    |                                                                  |         |  |
| N.º                              | Título                                             | Compositor(es)                                                   | Duração |  |
| 1.                               | "Onda Poderosa" (participação de Gloria Groove)    | Ivete Sangalo Daniel Garcia Radamés Venâncio Gigi Samir Trindade | 4:14    |  |
| 2.                               | "Tudo Bateu" (participação de Vanessa da Mata)     | Sangalo Venâncio                                                 | 3:48    |  |
| 3.                               | "Mexe a Cabeça" (participação de Carlinhos Brown)  | Sangalo Venâncio Gigi Ramon Cruz Trindade                        | 3:38    |  |
| 4.                               | "Tudo Vai Dar Certo" (participação de Agnes Nunes) | Sangalo Venâncio Gigi Trindade                                   | 3:31    |  |
| 5.                               | "Salve Baby" (participação de Iza)                 | Sangalo Venâncio Gigi Trindade Liminha                           | 3:51    |  |
| 6.                               | "Saudade Chama Você" (participação de Mestrinho)   | Sangalo Mestrinho                                                | 4:52    |  |
| 7.                               | "Acalme Sua Alma"                                  | Sangalo Venâncio Gigi Trindade                                   | 4:29    |  |
| 8.                               | "Nada Vai Nós Separar"                             | Sangalo Venâncio Gigi Trindade                                   | 3:25    |  |
| 9.                               | "Embaraça no Beijo"                                | Sangalo Venâncio Gigi Trindade                                   | 4:04    |  |
| Duração total:                   | Duração total:                                     | Duração total:                                                   | 34:48   |  |